# Frits Dinge
Frits Ndnepe (Frits) Dinge is een Surinaams onderwijzer en politicus. Hij zette in Kajana zelf een school op. Sinds 2020 is hij districtscommissaris van Boven-Suriname.

## Biografie
Frits Dinge is geboren en getogen in Kajana. In 1989 kwam hij na een training van drie maanden voor de klas te staan. Om zich in zijn vak te verbeteren en zijn woordenschat te vergroten verslond hij lees- en studieboeken. Hij zette een eigen school op in Kajana en kreeg in oktober 2002 voor het eerst hulp uit Nederland, door onderwijzers die hij in het dorp als toerist ontmoette. Vanaf 2004 werden vanuit de Nederlandse Stichting Kayana jaarlijks leerkrachten naar de school afgezonden. Ook de meeste materialen komen als hulp vanuit Nederland Kajana binnen, van tandenborstels tot zonnepanelen, en daarnaast vanuit België. De Nederlandse vrijwilligers leidden tussen 2008 en 2012 vier vrouwen uit de buurt op tot kleuterleidster. In 2012 verkreeg de school erkenning van het ministerie van Onderwijs.
Op 25 augustus 2020 werd Dinge door president Chan Santokhi geïnstalleerd als districtscommissaris van Boven-Suriname. Zijn ambtsperiode begon midden in de coronacrisis in Suriname. In september 2020 sprak hij zijn bezorgdheid uit over de grote stromen mensen die naar het gebied kwamen, zowel mensen die in de stad werken en in het weekend hun familie bezoeken, als toeristen die naar de lodges komen. In november 2021 werden het districtsbestuur en de politie in Pokigron getroffen door de diefstal van de twee motorboten die zij gezamenlijk in gebruik hebben, waardoor hun reismogelijkheid beperkt werd.